# ولي العهد (الأردن)
ولي العهد في الأردن هو منصب يتقلده أمير يختاره الملك بحسب الدستور الأردني، أو لا يختار أحداً؛ فيكون نجله الأكبر هو ولي العهد . ولي العهد يكون بمثابة النائب الأول للملك في حال غيابه.

## في المنصب
- الأمير طلال بن عبد الله بن الحسين، مايو 1946 - يوليو 1951. (أصبح ملكًا)
- الأمير الحسين بن طلال، يوليو 1951 - أغسطس 1952. (أصبح ملكًا)
- الأمير محمد بن طلال، أغسطس 1952 - ديسمبر 1962.
- الأمير عبد الله الثاني بن الحسين (صغيرًا)، ديسمبر 1962 - أبريل 1965.
- الأمير الحسن بن طلال، أبريل 1965 - يناير 1999.
- الأمير عبد الله الثاني بن الحسين، يناير 1999 - فبراير 1999 (أصبح ملكًا).
- الأمير حمزة بن الحسين، فبراير 1999 - ديسمبر 2004.
- الأمير الحسين بن عبد الله الثاني:
  - ديسمبر 2004 - يوليو 2009 (بحسب الدستور)
  - يوليو 2009 - حتى الآن (شغل المنصب بمرسوم ملكي).

## الصلاحيات
لم تُحدد النصوص الدستورية صلاحيات محددة لولي العهد إنما يمارس مهامه في الحالات التالية:
1. حالة غياب الملك عن أرض الوطن واختيار الملك لولي العهد نائبًا له.
2. حالة عدم قدرة الملك على ممارسة سلطاته الدستورية.
3. حالة الوفاة، تنتقل السلطة من الملك الراحل إلى ولي العهد تلقائيًا.